# Samochodzik i templariusze

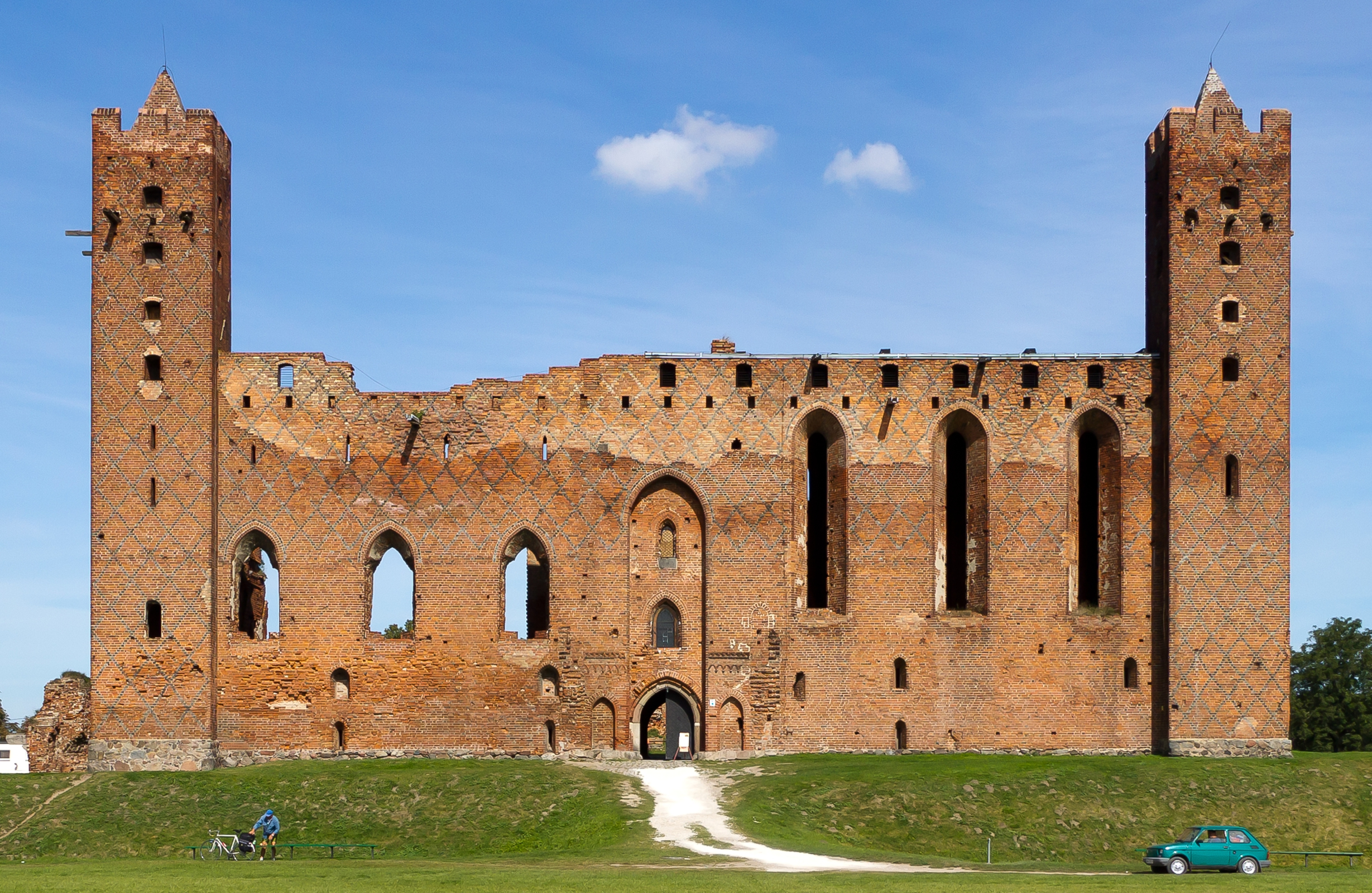
Ruiny zamku krzyżackiego w Radzyniu Chełmińskim, jedno z miejsc akcji filmu

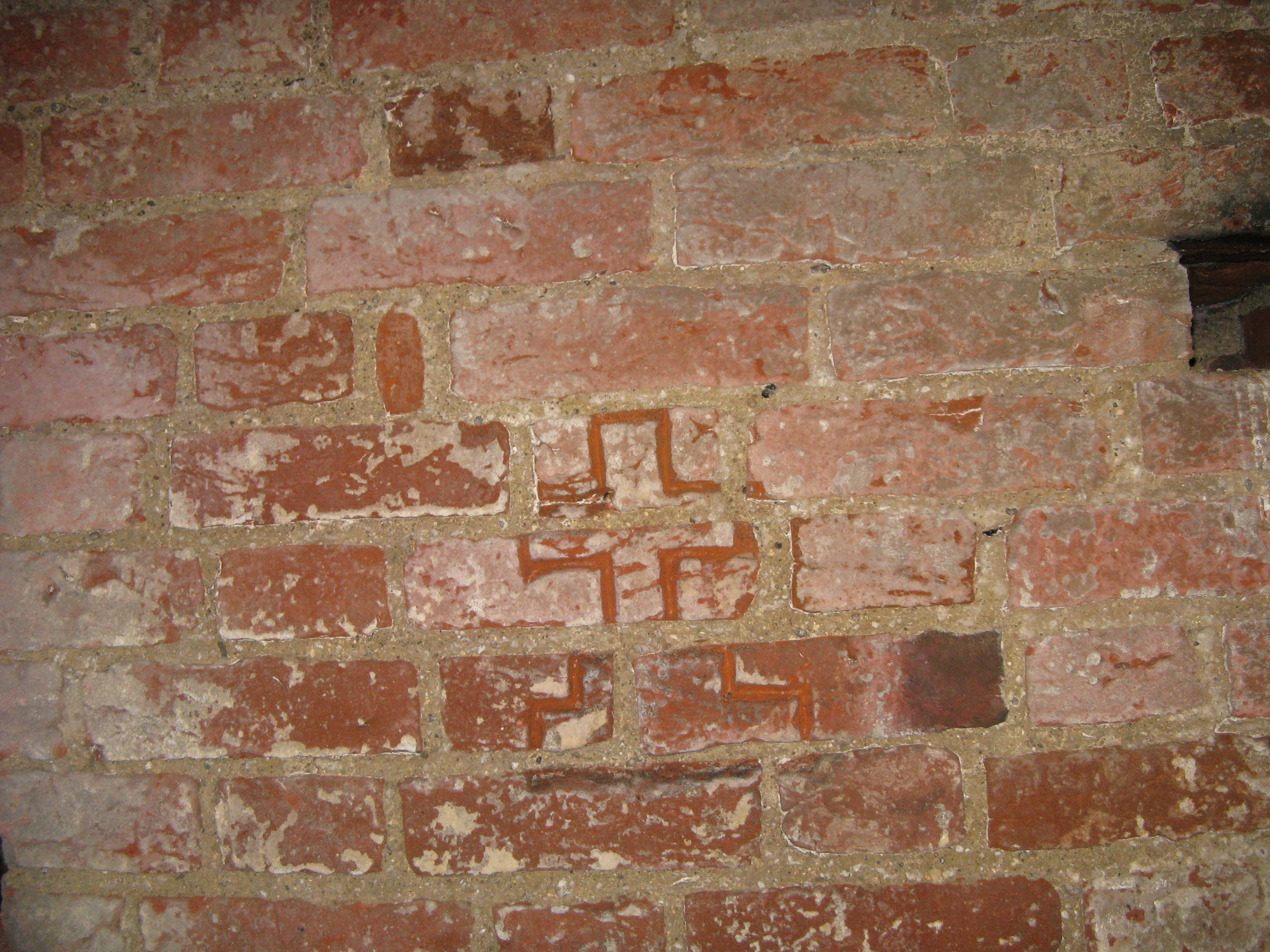
Krzyż templariuszy na murze zamku w Radzyniu Chełmińskim, wykonany na potrzeby serialu

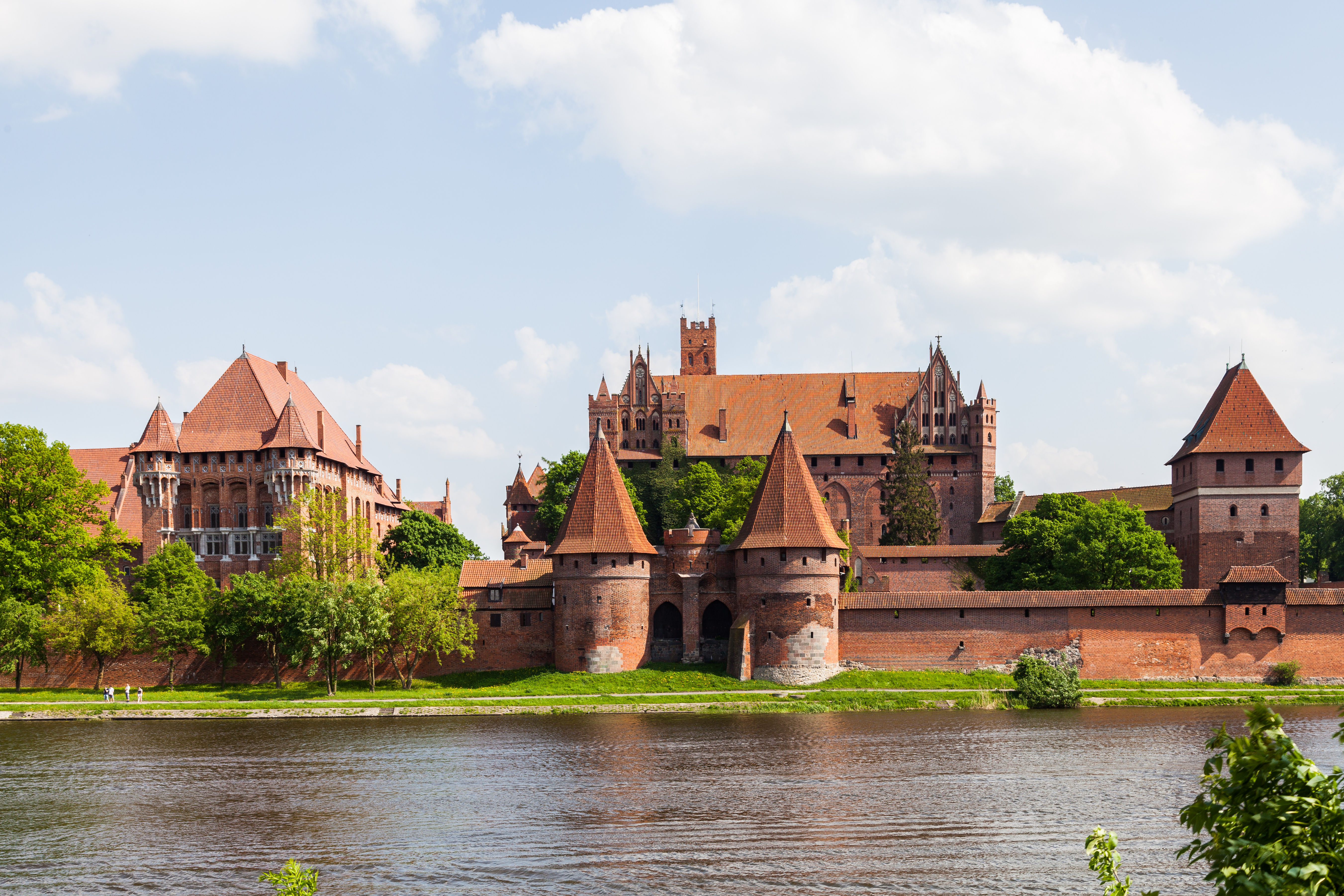
Zamek w Malborku, jedno z miejsc akcji filmu

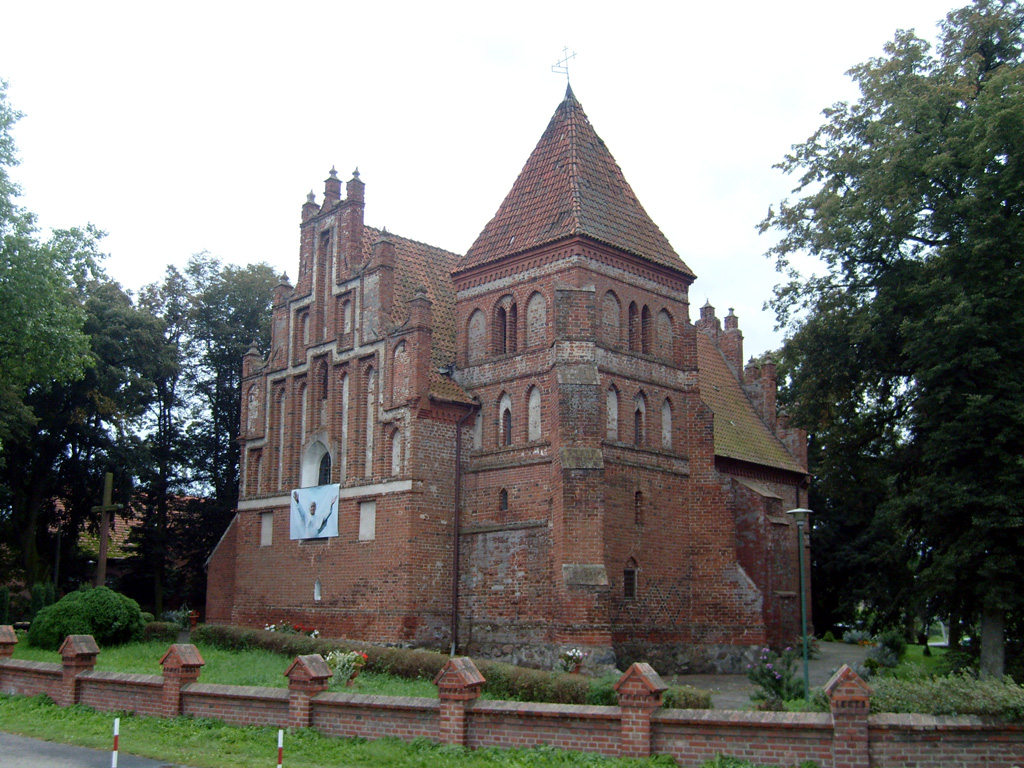
Kościół w Okoninie, filmowym Kortumowie

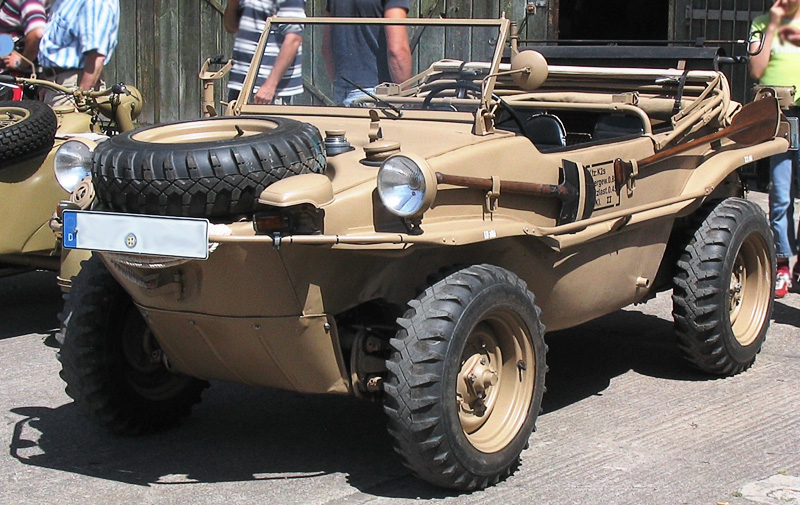
VW Schwimmwagen

Samochodzik i templariusze – polski serial telewizyjny dla młodzieży, zrealizowany w roku 1971 na podstawie powieści Zbigniewa Nienackiego Pan Samochodzik i templariusze.
Pan Samochodzik, w którego postać wciela się Stanisław Mikulski – historyk sztuki i detektyw amator oraz posiadacz niezwykłego samochodu, poszukuje ukrytych skarbów templariuszy. Dużą pomoc okazują mu zaprzyjaźnieni harcerze.

## Lista odcinków
1. Po przygodę
2. Fałszywy brodacz
3. Tajemnica Bahometa
4. Podziemny labirynt
5. Skarb templariuszy

## Obsada
- Stanisław Mikulski − Tomasz – Pan Samochodzik
- Roman Mosior − harcerz „Sokole Oko”
- Stefan Niemierowski − harcerz „Doktorek”
- Tomasz Samosionek − harcerz „Długi Ozór”
- Ewa Szykulska − Karen
- Grażyna Marzec − Iwona
- Tadeusz Gwiazdowski − kapitan Petersen
- Michał Szewczyk − Michał
- Lech Ordon − Lucjusz (odcinki 1-3)
- Danuta Szaflarska − żona Lucjusza (odcinki 1-3)
- Roman Sykała − poszukiwacz skarbów (odcinki 1-2)
- Zygmunt Apostoł − żeglarz (odcinki 1-2)
- Jan Tesarz − brodacz (odcinki 1-2)
- Alina Janowska − przewodniczka po Malborku (odcinek 3)
- Irena Skwierczyńska − gospodyni księdza (odcinki 4-5)
- Seweryn Butrym − ksiądz proboszcz (odcinek 4)
- Stanisław Milski − kościelny (odcinek 4)
- Jan Suzin − dziennikarz przeprowadzający wywiad z brodaczem (odcinek 1)
- Krzysztof Stroiński − chłopak pożyczający kostiumy w muzeum (odcinek 3)
- Zdzisław Szymański − strażnik muzeum w Malborku (odcinek 3)
- Tadeusz Kosudarski − milicjant (odcinek 4 i 5)

## Plenery i produkcja
Główne plany serialu zlokalizowano w okolicach Radzynia Chełmińskiego oraz Malborka. Ostatnie dwa odcinki – z gotyckim kościółkiem – realizowane były także w Okoninie koło Grudziądza. W Radzyniu Chełmińskim znajdują się ruiny zamku krzyżackiego, jednego z największych w państwie Zakonu. W ruinach tych bohaterowie serialu poszukują tajemnych znaków templariuszy prowadzących do legendarnego skarbu. Do niedawna jeden z takich znaków, wykonany w trakcie realizacji filmu, widoczny był na murze zamkowym. Na terenie radzyńskiego zamku znajdują się także piwnice, które zostały wykorzystane przez ekipę filmową w przygotowaniu scen w podziemiach, w których „zatrzasnęli się” harcerze w przedostatnim odcinku serialu. Kolumnę, pod którą spoczywał filmowy szkielet „chłopa, który kiedyś znalazł wejście do podziemi”, chętnie pokazuje miejscowy przewodnik. Kościół w Okoninie posłużył filmowcom za „kościół z podziemiami w Kortumowie”, z jednym wprawdzie wyjątkiem: scenę, w której pan Tomasz z harcerzami schodzi z kościelnej wieży, nakręcono przy kościele w Radzyniu Chełmińskim, a metalowa drabinka, po której schodzą bohaterowie, znajduje się tam do dziś. W serialu wykorzystano także radzyński cmentarz i znajdującą się na jego terenie kaplicę: to tam nakręcono scenę oczekiwania na tajemniczego Bahometa.
Dokładniejsze informacje na temat serialu znajdują się w książce Piotra Łopuszańskiego Pan Samochodzik i jego autor. O książkach Zbigniewa Nienackiego dla młodzieży, Warszawa 2009. Pewne wątpliwości budzić może parokrotnie powtórzona przez jej autora informacja, że sceny nad jeziorem (biwakowanie, kąpiel Karen, „kradzież” żaglówki przez Iwonę) kręcone były nad jeziorem znajdującym się w bezpośredniej bliskości zamku w Radzyniu. Serial przygotowywany był latem 1971, w czasie, gdy jezioro, obok którego wzniesiono zamek, znajdowało się już w fazie stopniowego zaniku i z pewnością nie mogło wyglądać tak, jak widać to na ekranie. Inny jest też krajobraz, w który wtopione jest filmowe jezioro – nie przypomina on krajobrazu okolic zamku. Jeziorem, nad którym realizowano sceny serialu, jest jezioro wieldządzkie we wsi Wieldządz w powiecie wąbrzeskim, położone w odległości kilku kilometrów od Radzynia.
Rolę samochodu-amfibii Pana Samochodzika grał jeden egzemplarz pojazdu VW Schwimmwagen. Samochód zatonął w jeziorze pod koniec zdjęć i dopiero po kilku dniach został wydobyty z wody. Dlatego też ostatnie zdjęcia na wodzie były wykonywane w motorówce, przy użyciu bliskiego kadrowania. .

## Nawiązania
- W odc. 1 serialu, żona Lucjusza (Danuta Szaflarska) komentuje pojawienie się Petersenów na campingu koło zamku słowami: Wspólnicy do naszego skarbu!, na co przechodzący mężczyzna reaguje: Skarb? Widziałem! Gdzie? Wczoraj. W telewizji. Bardzo dobry film. Po czym Szaflarska podnosi brzeg słomkowego kapelusza, przymyka z fałszywą skromnością oczy i odpiera: Znam! Turysta odchodzi zakłopotany, ale krok później zaczyna „rozumieć” i uśmiecha się. (Szaflarska grała główną rolę w filmie Skarb w 1948, zaś w tle tej sceny pobrzmiewają nuty melodii z filmu)[4].
- W odc. 3 zmęczona i roztargniona przewodniczka po Malborku (Alina Janowska) patrzy po raz któryś z kolei na Tomasza (Stanisław Mikulski), zastanawiając się głośno: Skąd ja go znam? Na chwilę zabrzmiewa muzyka z serialu Stawka większa niż życie (oboje aktorzy wystąpili wspólnie w odc. 4 tegoż serialu pt. „Café Rose”; skądinąd także Michał Szewczyk odtwarzający rolę Michała zagrał w odc. 17 Stawki... pt. „Spotkanie”, Tadeusz Gwiazdowski, który wcielił się w kapitana Petersena wystąpił w odc. 2 Stawki... pt. „Hotel Excelsior”, Seweryn Butrym grający księdza proboszcza w Kortumowie wystąpił w odc. 1 „Wiem, kim jesteś” i 6 „Żelazny Krzyż” tegoż serialu, zaś Stanisław Milski, odtwarzający rolę kościelnego w Kortumowie zagrał w odc. 17 pt. „Spotkanie” Stawki...)[5].